# Uformelt arbejde
Uformelt arbejde dækker mange slags erhverv, som ikke er reguleret af love og regler. Uformelt arbejde optræder ikke i statistikker, og det er svært at vide, hvor stor den uformelle økonomi faktisk er. I ulandene arbejder mange i den uformelle økonomi i landbruget på familiens jord, som skraldesamlere, gadehandlere – for eksempel sælgere af cigaretter, tyggegummi eller kuglepenne stykvis – frisører, daglejere, vagtmænd, eller de udfører småreparationer eller husligt arbejde. Mange i den uformelle økonomi kan have "rigtigt arbejde", såsom fisker, håndværker eller fabriksarbejder, men uden mindsteløn eller beskyttende rettigheder.
Mindst to milliarder mennesker arbejder i den uformelle økonomi. I nogle lande kan det være helt op til mellem 75 og 90 procent af arbejdsstyrken, ofte fattige både mænd, kvinder og børn. Arbejdere i den uformelle sektor har ingen sociale sikringsordninger, så for eksempel et brækket ben kan betyde, at vedkommende synker ned i dybere fattigdom. Der er oftest ingen formelle papirer i forbindelse med ansættelse, og mange af arbejderne findes faktisk ikke som det, man kalder en juridisk person. Den uformelle økonomi betyder også, at samfundet går glip af skatteindtægter. Den internationale arbejdsorganisation ILO er med til, at lave en række anbefalinger til verdens lande, som i sidste ende skal hjælpe mennesker i den uformelle økonomi.